# Guillermo Pérez
Guillermo Pérez Sandoval (* 14. Oktober 1979 in Uruapan) ist ein ehemaliger mexikanischer Taekwondoin, der im Fliegengewicht aktiv war. Im Jahr 2008 wurde er erster mexikanischer Olympiasieger im Taekwondo.
Pérez bestritt seine ersten internationalen Titelkämpfe bei der Panamerikameisterschaft 2003 in Quito, wo er im Auftaktkampf ausschied. Drei Jahre später nahm er in Madrid in der Klasse bis 58 Kilogramm erstmals an der Weltmeisterschaft teil und erreichte das Achtelfinale. Der Durchbruch in die internationale Spitze gelang Pérez schließlich bei der Weltmeisterschaft 2007 in Peking. Er zog ins Finale ein und gewann mit Silber seine erste internationale Medaille. Im folgenden Jahr startete er bei den Olympischen Spielen 2008 in Peking. Mit zwei Siegen im Fliegengewicht bis 58 Kilogramm kämpfte er sich ins Halbfinale vor, wo er Chutchawal Khawlaor schlug. Im Finale stand es gegen Yulis Mercedes nach Kampfende unentschieden, per Schiedsrichterentscheid siegte Pérez und wurde erster mexikanischer Olympiasieger im Taekwondo. Im Anschluss an die Spiele bestritt Pérez nur noch wenige internationale Wettkämpfe. In Monterrey gewann er bei der Panamerikameisterschaft 2010 noch eine Silbermedaille, im Anschluss beendete er seine aktive Karriere.
Pérez wurde in seiner Kindheit von Bruce Lee inspiriert. Mit sechs Jahren kam er zum Taekwondo und startete seitdem für den Verein Tecnológico de Uruapan.